# 向星星許願
向星星許願（When You Wish Upon a Star）是一首由Leigh Harline和Ned Washington寫作的歌曲。這首歌曲是木偶奇遇記的插曲，獲得了1940年的奧斯卡最佳原創歌曲獎，也是第一首獲得該獎項的迪士尼歌曲。1980年代之後，這首歌曲經常在迪士尼電影的片頭使用。